# Ray Nicholson
Ray Nicholson (* 20. Februar 1992 in Los Angeles) ist ein amerikanischer Schauspieler. 

## Familie
Nicholson ist das fünfte Kind des Schauspielers Jack Nicholson. Seine Mutter ist Rebecca Broussard; seine ältere Schwester Lorraine Nicholson. Neben ihr hat er durch seinen Vater vier Halbgeschwister. Nicholson und sein Vater sind auch nach dem Rückzug seines Vaters aus der Öffentlichkeit noch gemeinsam als Fans der Los Angeles Lakers bei Spielen im Publikum zu sehen.
Seit Juli 2023 ist er mit dem Model Sara Sampaio liiert.

## Karriere
Nicholson begann seine Schauspielkarriere 2017 mit Auftritten in Kurzfilmen und hatte ab 2018 auch Kleinrollen in Spielfilmen wie 2020 und 2021 in den erfolgreichen Kinofilmen Promising Young Woman und Licorice Pizza. Eine erste Serienhauptrolle erlangte er 2021 in Panic. Danach spielte er unter anderem in Out of the Blue neben Diane Kruger und in Gonzo Girl, dem Regiedebüt von Patricia Arquette.
2024 erfolgte Nicholsons Durchbruch mit einer Nebenrolle in dem Horrorfilm Smile 2, in dem sich der Fluch einer übernatürlichen Entität dadurch zeigt, dass Figuren ihr Lächeln extrem weit verziehen. Nicholsons Lächeln erinnerte dabei an das manische Grinsen seines Vaters Jack Nicholson in dem Horrorklassiker Shining. Seine Rolle, der Exfreund der Protagonistin, war nicht für ihn geschrieben worden und er nahm regulär am Vorsprechen teil, aber Regisseur Parker Finn, der Jack Nicholson als einen seiner Lieblingsschauspieler nennt, befand, dass er „wie ein junger Jack“ aussah, sodass er Nicholson als Homage an seinen Vater besetzte und die Szene, in der er das Lächeln zeigt, als Referenz an Shining inszenierte.
Dem folgten Hauptrollen in zwei Thrillerkomödien, die am selben Wochenende im März 2025 erschienen: in Borderline neben Samara Weaving und Mr. No Pain neben Jack Quaid.

## Filmografie
- 2018: The Outsider
- 2018–2019: Mayans M.C. (Fernsehserie, 4 Episoden)
- 2019: Where Are You
- 2020: Promising Young Woman
- 2021: Panic (Fernsehserie, 10 Episoden)
- 2021: Licorice Pizza
- 2022: Out of the Blue
- 2022: Weihnachtsgeschenke von Tiffany (Something from Tiffany’s)
- 2023: Fear the Night
- 2023: Gonzo Girl
- 2024: I Love You Forever
- 2024: Smile 2 – Siehst du es auch? (Smile 2)
- 2025: Mr. No Pain (Novocaine)
- 2025: Adults (Fernsehserie, eine Episode)
- 2025: Borderline